# باش سيز (أوجان الغربي)
باش سيز (بالفارسية: باش‌سیز) هي مستوطنة تقع في إيران في قسم أوجان الغربي الريفي. يقدر عدد سكانها بـ 545 نسمة .